# Håkan Bravinger
Håkan Bravinger, född 14 april 1968 i Vallentuna norr om Stockholm, är en svensk författare, översättare och förläggare.
Han debuterade 1999 med diktsamlingen Som om det här var världen. Han har varit redaktör för tidskriften 00TAL och internationell sekreterare i Sveriges Författarförbund samt var med och startade bokförlaget Salamonski. Han har sedan 2007 varit förläggare på Norstedts förlag, sedermera litterär chef och förlagschef.